# Championnat du Costa Rica de football 1980-1981
Navigation
Saison précédente Saison suivante
La Primera División 1980-1981 est la soixantième édition de la première division costaricienne.
Lors de ce tournoi, le LD Alajuelense a tenté de conserver son titre de champion du Costa Rica face aux onze meilleurs clubs costariciens.
Aucune place n'était qualificative pour la Coupe des champions de la CONCACAF.

## Bilan du tournoi
| Tableau d'Honneur |              |
| Compétition       | Vainqueur    |
| Primera División  | CS Herediano |

| Promotions et relégations   |                    |
| Relégué en Segunda División | Inconnu            |
| Promu de Segunda División   | AD Sagrada Familia |